# Duke Nukem Forever
Duke Nukem Forever è un videogioco del tipo sparatutto in prima persona, sviluppato a partire dagli anni novanta del XX secolo e pubblicato da 2K Games nel 2011, seguito di Duke Nukem 3D.
Annunciato nel 1997, nel corso degli anni la software house texana ha presentato diversi trailer e presentazioni, ma la sua pubblicazione è stata continuamente rimandata: dal maggio 2009, lo sviluppo del gioco poteva considerarsi interrotto a causa del fallimento di 3D Realms; in seguito il gioco è passato in mano al publisher 2K Games ed è stato completato da Gearbox Software.
A causa dei prolungati ritardi di produzione, questo gioco ha vinto la classifica Wired News' Vaporware Awards (Premi di Wired News per il software vaporware) nel 2001, nel 2002 e nel 2005; nel 2003 non è stato classificato per aver superato tutti i record di ritardo ma gli è stato assegnato da Wired il Lifetime Achievement Award. Tuttavia è stato di nuovo riammesso in gara nel 2005, vincendo il primo premio. La prima posizione è stata vinta successivamente anche nel 2006, nel 2007 e nel 2008.
Il 3 settembre 2010 è stata annunciata una data di uscita entro la fine dell'anno 2011, mentre il 21 gennaio 2011, 2K games ha annunciato la data d'uscita del gioco, il 6 maggio 2011. Verso la fine del mese di marzo, inoltre è stato dichiarato un ulteriore ritardo di circa un mese. Il gioco ha visto la sua distribuzione ufficiale il 10 giugno 2011 nei mercati mondiali, il 14 giugno negli Stati Uniti. Il 18 agosto 2011 è uscito anche su piattaforma macOS.
Per il gioco sono inoltre stati prodotti due DLC. Il primo, Saluta i Classici, è una raccolta di mappe per il multiplayer ed include anche tre nuove modalità. Il secondo, Il dottore che mi clonava, è una nuova campagna che prende avvio dalla fine di quella principale ed aggiunge ulteriori mappe al multiplayer.
Nel maggio 2022 è stata diffusa online la build del gioco risalente al 2001, quando aveva ancora l'Unreal Engine 1.
Nel dicembre 2022 è stata diffuso online il prototipo del progetto iniziale di Forever, quando il gioco inizialmente si chiamava "Duke Nukem 4Ever", e doveva essere un platform e sparatutto a scorrimento 2D come i primi due capitoli originali della serie.

## Trama
Dodici anni dopo l'ultimo salvataggio della Terra, Duke Nukem  è diventato una superstar. Ha fatto costruire una villa-mausoleo piena di suoi trofei e foto e vive nel lusso e nell'opulenza circondato da tecnologie all'avanguardia, ragazze bellissime e gioielli in oro massiccio. Tuttavia, gli invasori alieni tornano ad attaccare e a rapire tutte le donne del pianeta; Duke deve quindi di nuovo fermare l'invasione e andare in soccorso dell'umanità, un'altra volta.

## Modalità di gioco
Duke può portare con sé solo due armi alla volta, le quali si dividono in umane e aliene, tuttavia è presente un'impostazione per attivare l'inventario ampliato, ossia portare con sé quattro anziché due armi, attivabile installando il secondo DLC, Il Dottore che mi Clonava. Per ottenere munizioni per queste armi è necessario trovare un'arma dello stesso tipo o attivare le casse EDF, che ripristinano le munizioni delle armi attualmente equipaggiate. Oltre alle armi esistono due tipi di esplosivi (se ne possono portare fino a 4 per tipo): le Pipe Bomb, che si attivano per mezzo di un telecomando camuffato da antifurto per macchine, e le mine laser, le quali rilasciano un raggio laser che le fa esplodere quando un nemico lo tocca.
L'energia di Duke è rappresentata dal suo EGO, che agisce come uno scudo proteggendolo dai danni letali. Quando l'EGO si esaurisce, lo schermo inizia a lampeggiare in rosso e si sente il rumore di un battito cardiaco, segno che Duke è ora vulnerabile ai danni. Subire una quantità eccessiva di danni in questo momento farà morire Duke e costringerà il giocatore a riprendere il gioco dall'ultimo checkpoint raggiunto. L'EGO si ripristina automaticamente se non si subiscono danni per un certo periodo di tempo, inoltre il suo valore massimo può essere aumentato facendo interagire Duke con alcuni oggetti dello scenario, nel suo inimitabile stile.
La maggior parte delle armi presenti nel gioco è ripresa da Duke Nukem 3D. La maggiore novità è costituita dalle armi aliene.

### Potenziamenti
Per superare gli scontri più difficili si possono raccogliere tre potenziamenti:
- Birra: se Duke beve birra la sua resistenza ai danni aumenterà. Tuttavia, finché è attivo l'effetto di questo potenziamento la visuale si annebbia e rende difficoltoso prendere la mira;
- Steroidi: assumere steroidi rende più potenti i pugni di Duke, consentendogli di eliminare qualsiasi nemico con un solo colpo. In più, per ogni nemico ucciso sotto l'effetto degli steroidi viene ripristinata una piccola quantità di EGO. Tuttavia, si dispone di meno EGO durante l'effetto del potenziamento (il 75% del valore massimo);
- Holo-Duke: crea un ologramma di Duke e rende invisibile l'originale. Utile per attaccare i nemici senza essere scoperti oppure per evitare combattimenti troppo rischiosi.

Inoltre, gli occhiali da sole di Duke (che non vengono raccolti ma sono presenti sin dall'inizio del gioco, anche se si possono attivare solo a partire dalla Duke-caverna), funzionano come un visore notturno e vengono chiamati Duke Vision.

## Sviluppo
Duke Nukem Forever viene annunciato ufficialmente per la prima volta il 28 aprile 1997, precisando che avrebbe sfruttato il motore grafico di Quake II della id Software, acquistato prima della pubblicazione del gioco stesso. 3D Realms aveva però già cominciato a lavorare da gennaio utilizzando il motore del primo Quake, difatti in agosto e settembre vengono pubblicati sulla rivista PC Gamer degli screenshot di questa versione preliminare; a novembre Scott Miller, intervistato in uno speciale dello stesso PC Gamer, annuncia che il gioco uscirà presumibilmente nel 1998. 3D Realms riceverà il codice di Quake II solo nel dicembre 1997; all'E3 del 1998 3D Realms riesce comunque a mostrare un primo video del gioco.
Nel giugno del 1998 George Broussard annuncia l'acquisizione della licenza del motore grafico di Unreal. Broussard rassicura la stampa e i fan che la transazione del materiale già realizzato sarebbe durata un mese o sei settimane al massimo, e dichiara che il gioco uscirà nel 1999; a dicembre, 3D Realms inserisce nel sito una cartolina natalizia nella quale dice che il gioco uscirà nel 2000.
Nel 2001 Gathering of Developers annuncia che ha acquisito i diritti di pubblicazione di Duke Nukem Forever. Durante l'E3 viene presentato un nuovo trailer di Duke Nukem Forever. Nel video, di circa 2 minuti, si possono vedere alcune novità come il protagonista alla guida di alcuni veicoli (compreso un mulo), elementi dello scenario distruttibili e altre caratteristiche. Ad agosto il Gathering of Developers chiude per sempre i battenti e i diritti di pubblicazione passano a Take Two Interactive.
Nel 2002, dopo aver assunto nuovi programmatori, il team di Duke Nukem Forever ricomincia da zero: riscrive completamente il renderer e altri moduli del motore grafico, iniziando così a lavorare su un progetto di nuova generazione. Broussard dichiara che il 95% del game design delle precedenti versioni è stato messo da parte e riscritto da zero durante il processo. Al nuovo motore, che dell'Unreal Engine mantiene solo il sistema di script, vengono aggiunti effetti di pixel shading, normal mapping e illuminazione high dynamic range.
Nel 2005 3D Realms "riesuma" Prey, altro titolo dallo sviluppo molto travagliato, e decide di portarlo all'E3 dopo 7 anni di assenza dallo show (l'ultima risaliva al 1998, con il primo trailer di Duke Nukem Forever). La stampa e i fan rumoreggiano un arrivo a sorpresa anche di Duke Nukem Forever, invece viene mostrato solo Prey: 3D Realms sembra ignorare completamente il gioco di Duke.
Nel febbraio 2006 George Broussard dà un aggiornamento sullo status del gioco, dicendo che tutto è a posto, e che le armi, le creature e tutto sono state ultimate e che adesso il gioco è in fase di rifinitura. Ad aprile, Broussard mostra alla stampa una breve dimostrazione privata del gioco, che include un livello, un veicolo e alcune stanze di test. Il 30 agosto molti programmatori lasciano 3D Realms. La stampa specula su ulteriori ritardi per Duke Nukem Forever, ma Broussard dichiara che lo sviluppo prosegue normalmente.
Il 25 gennaio 2007 3D Realms pubblica un'inserzione di ricerca lavoro su Gamasutra con una immagine di Duke che tiene in mano una pistola: i fan impazziscono e il gioco va al primo posto di popolarità su siti di videogiochi come GameSpot, GameFAQs, IGN ecc. George Broussard dichiara il giorno dopo che l'immagine è effettivamente uno screenshot del gioco. Il 18 dicembre 2007 sul sito della 3D Realms appare un comunicato che dichiara l'uscita prevista per il giorno dopo del teaser del gioco. Due giorni dopo viene pubblicato il breve video, che mostra scene di gioco effettivo inframmezzate ad una in cui Duke Nukem solleva pesi mentre fuma un sigaro, con il tema principale riarrangiato dal "nuovo acquisto" Jeremy Soule. Broussard confermerà che il video presenta sequenze di gioco in tempo reale e non precalcolate, con l'eccezione di alcuni secondi dell'introduzione e della chiusura.
Il 6 giugno 2008 viene mostrato, durante il primo episodio del Jace Hall Show (video-podcast del fondatore di Monolith) le prime sequenze in-game del gioco. Il video mostra Jason Hall giocare attraverso un livello, in un PC degli studi 3D Realms. Broussard fa notare che alcuni effetti visti nel video sono stati nel frattempo migliorati. 3D Realms conferma che non porterà il gioco all'E3 di Los Angeles.
Il 13 aprile 2009 George Broussard, a capo del progetto da più di dieci anni, fa sapere che la settimana segna la chiusura di una "milestone" (cioè il completamento di una versione preliminare del software, nel gergo degli sviluppatori) la quale comprendeva inizialmente 800-900 task ed al momento del tweet ne rimanevano 71. Fa notare che dal lunedì 20 inizierà una nuova milestone. Il 7 maggio 2009 3D Realms chiude per mancanza di fondi; i diritti del gioco passano in mano a Take Two, che non ha ancora dichiarato niente sul suo futuro. A distanza di due giorni dalla notizia di fallimento, vengono diffusi in rete 54 screenshot e 165 concept art mai dati dalla stampa dedicate ad alcuni dei livelli ormai completati per questo gioco. Il 3 settembre 2010, 2K Games ha presentato un nuovo demo giocabile al Penny Arcade Expo, confermando che Gearbox Software si sta occupando del gioco e che l'uscita è prevista per il 2011, precisamente il 3 maggio negli USA il 6 nel resto del mondo, su Xbox 360, PlayStation 3 e Microsoft Windows.
Nel mese di settembre 2010 viene finalmente confermata da 2K Games la data ufficiale dell'uscita del gioco, includendo un nuovo trailer: 3 maggio 2011 in America, 6 maggio nel resto del mondo. Al PAX East viene presentata una nuova demo giocabile dal pubblico, la quale contiene una nuova sezione nelle miniere di Morningwood. In seguito, il 24 marzo 2011, Randy Pitchford, CEO di Gearbox, annuncia in video che il gioco uscirà il 10 giugno 2011 su scala globale e il 14 giugno negli Stati Uniti d'America. Il 3 giugno viene resa pubblica su Steam la versione demo del gioco, accessibile solo ai membri del Duke Nukem Forever First Access Club. Il 10 giugno finalmente dopo 15 anni esce Duke Nukem su scala globale e successivamente il 14 negli Stati Uniti.
Un sequel del gioco, dal titolo Duke Begins fu annunciato in seguito alla fredda accoglienza ricevuta da Duke Nukem Forever, tuttavia il progetto fu in seguito abbandonato e cancellato.

## Collector's Edition
Il gioco è stato venduto anche in un'edizione Collector's Edition contenente oltre al gioco un busto da collezione di Duke Nukem, un libro da cento pagine con un poster, cartoline, adesivi, un fumetto, chip, dadi e carte da gioco.

## Accoglienza
La rivista Play Generation diede alla versione per PlayStation 3 un punteggio di 69/100, apprezzando la presenza di qualche citazione e di qualche idea che avrebbero fatto sorridere i videogiocatori di vecchia data e come contro il fatto che nella grafica, nella struttura e nell'IA dei nemici mostrava tutti i suoi anni, finendo per trovarlo un gioco di 14 anni prima, in cui paradossalmente gli aspetti più recenti erano quelli a risultare i più indigesti.

## Leak di una versione preliminare
Il 9 maggio 2022 è stata diffusa online una versione incompiuta di Duke Nukem Forever risalente al 2001, che include l'editor di livelli e il codice sorgente completo. George Broussard ha confermato la sua autenticità su Twitter, affermando che non sapeva chi l'aveva diffusa e che "non esiste un vero gioco da giocare", in contrasto con le affermazioni del leaker, secondo cui "il gioco era in gran parte completo, anche se in molti livelli mancano nemici e obiettivi". Scott Miller, in un post nel sito della Apogee, ha dichiarato che "chiunque si aspetti un gioco giocabile rimarrà deluso".
La versione include un remake del primo livello di Duke Nukem 3D, che termina con una sequenza tratta dalla serie televisiva Twin Peaks. Scrivendo per Ars Technica, Sam Machkovech afferma che gli scontri delle armi sono "sorprendentemente solidi", con "sound design incisivo e armi potenti", e ricordano quelli della serie Soldier of Fortune. Aggiunge che quella versione include ambienti di grandi dimensioni, come i casinò, costruiti su scala realistica, e "sembrava il prodotto di un team confuso che si è imbattuto in un engine nuovo di zecca, e che ha iniziato a costruire livelli più grandi del solito senza ancora arrivare alle fasi cruciali del bilanciamento".
Un gruppo di modder ha dato vita ad un progetto con l'obiettivo di sistemare e completare il gioco che avrebbe dovuto essere al tempo. Una prima demo del mod, contenente i primi nove livelli costituenti il primo capitolo, è uscita il 21 dicembre 2022.